# Міністерство вищої та середньої спеціальної освіти СРСР
Міністерство вищої та середньої спеціальної освіти СРСР (Мінвиш СРСР) — центральний орган державного управління вищою та середньою спеціальною школою в 1946 — 1988 роках. Засноване як Міністерство вищої освіти СРСР. У 1959 році перетворено на союзно-республіканське міністерство під назвою Міністерство вищої та середньої спеціальної освіти. Міністерство ліквідоване 1988 року після утворення Державного комітету СРСР з питань народної освіти.

## Основні завдання
Перед Мінвишом СРСР стояли такі завдання, як розвиток та вдосконалення системи вищої та середньо-спеціальної освіти, видання загальних навчально-методичних матеріалів з вищої та середньо-спеціальної освіти та координація дій союзних республік з підготовки кваліфікованих фахівців, розроблення основних показників з перспективного та поточного планування галузі, розвиток науково-дослідних робіт у вищій школі. А також завданнями були підготовка та підвищення кваліфікації науково-педагогічних кадрів та їх атестація, здійснення міжнародних зв'язків у галузі вищої та середньо-спеціальної освіти.
Міністерство вищої та середньої спеціальної освіти СРСР погоджувало з республіканськими міністерствами освіти та відомствами переліки спеціальностей, за якими велася підготовка кадрів, затверджував навчальні плани та програми, правила прийому до закладів вищої та середньо-спеціальної освіти, а також затверджувало документи, що стосувалися навчання та наукової роботи в цих закладах, координувало видання підручників та інших навчальних посібників.
У 1987 році Мінвиш СРСР створив для забезпечення керівництва закладами освіти навчально-методичні об'єднання з груп суміжних спеціальностей на базі регіональних центрів на чолі з провідними заклади вищої освіти. При міністерстві функціонували Науково-технічна рада, Рада з вищої та середньо-спеціальної освіти, науково-методичні ради з галузей освіти, Загальносоюзна рада у справах іноземних учнів тощо.
У Ростові-на-Дону в системі міністерства вищої та середньої спеціальної освіти СРСР працювали Північно-Кавказький науковий центр вищої школи (заснований у 1970-му році), НДІ проблем вищої школи (НДІ ВШ, заснований у 1974-му році (зараз — НДІ вищої освіти в Москві)), навчально-методичні кабінети за видами навчання (до 1987 року) та інші установи.
У 1988 році міністерство було реорганізовано в Державний комітет вищої та середньої спеціальної освіти СРСР.

## Попередники
- 1802—1817 та 1824—1917 роки — Міністерство народної освіти Російської імперії;
- 1917—1946 — Народний комісаріат освіти РРФСР;
- 1928 — Головне управління з питань вищої школі при ВРНГ СРСР;
- 1932 — Всесоюзний комітет з вищої технічної школи;
- 1936—1946 — Всесоюзний комітет у справах вищої школи при РНК СРСР.

## Офіційні видання
З 1933 року виходив «Бюлетень Міністерства вищої та середньої спеціальної освіти СРСР». Через видавництво «Вища школа» (засноване у 1939 році) міністерство видавало теоретичні та методичні часописи, наукову періодику, а також навчально-педагогічну й методичну літературу.

## Міністри
- 1946—1951 — Кафтанов Сергій Васильович
- 1951—1953 — Столєтов Всеволод Миколайович
- 1954—1985 — Єлютін В'ячеслав Петрович
- 1985—1988 — Ягодін Геннадій Олексійович.